# L'uomo e il suo destino
L'uomo e il suo destino (sottotitolato In cammino) è un saggio antologico del sacerdote cattolico e teologo Luigi Giussani, fondatore del movimento Comunione e Liberazione, pubblicato nel 1999.

## Storia editoriale
Il libro è il secondo pubblicato da Giussani per l'editore Marietti e contiene la trascrizione di meditazioni tenute dall'autore tra il 1997 e il 1998 durante gli annuali esercizi spirituali della Fraternità di Comunione e Liberazione e di momenti di dialogo con i responsabili del movimento.

## Contenuti
La prima parte contiene le lezioni degli esercizi spirituali della Fraternità del 1997 che traggono spunto da due frasi di san Paolo, «Dio è tutto in tutto» dalla Prima lettera ai Corinti (1Cor15,28) e «Cristo è tutto in tutti» dalla Lettera ai Colossesi  (Col3,11), e che erano già state pubblicate come supplemento alla rivista Tracce, organo ufficiale di Comunione e Liberazione. La terza parte contiene invece le lezioni e la sintesi finale degli esercizi spirituali dell'anno successivo, anch'esse già pubblicate come supplemento a Tracce. La parte centrale contiene la meditazione di Giussani durante l'assemblea internazionale dei responsabili di Comunione e Liberazione a La Thuile nell'agosto del 1997.

## Edizioni
- Luigi Giussani, L'uomo e il suo destino, 1ª ed., Genova-Milano, Marietti Editore, 1999,  p. 630, ISBN 88-211-6865-4.